# Iris barbatula
Iris barbatula là một loài thực vật có hoa trong họ Diên vĩ. Loài này được Noltie & K.Y.Guan miêu tả khoa học đầu tiên năm 1995.